# Paepalanthus nigriflorus
Paepalanthus nigriflorus är en gräsväxtart som beskrevs av Silveira. Paepalanthus nigriflorus ingår i släktet Paepalanthus och familjen Eriocaulaceae. Inga underarter finns listade i Catalogue of Life.